# آنا توماركين
آنا توماركين (فبراير 1875-7 أغسطس 1951) أكاديمية سويسرية متجنسة، روسية المولد، وكانت أول امرأة تُعيّن أستاذة للفلسفة في جامعة بيرن. كانت أيضًا أول امرأة في أوروبا يُسمح لها بفحص مرشحي الدكتوراه والأستاذية، وأول امرأة في أوروبا تحصل على عضوية مجلس الشيوخ الجامعي.

## النشأة
وُلدت آنا إستر بافلوفنا توماركين في 16 فبراير 1875 في دوبراونا، في غوبرنيه موغيليف التابعة للإمبراطورية الروسية، ووالدتها صوفيا (جيرتسينشتاين أو هيرزينشتاين قبل الزواج) ووالدها بولتييل مويسيفيتش توماركين (دُعي أيضًا باسم بافيل). كان والدها تاجرًا بيسارابيًا مُنح نبلًا شخصيًا. رفض بافيل في البداية السماح لأطفاله بدراسة اللغة الروسية بصفته يهوديًا أرثوذكسيًا، لكن الأطفال تمكنوا من إتقان اللغتين الروسية والألمانية. انتقلت العائلة خلال طفولتها إلى عاصمة غوبرنيه بيسارابيا، كيشينيف (كيشيناو). التحقت بالصالة الرياضية النسائية ثم التحقت بدار المعلمين.
انتقلت توماركين في عام 1892 إلى سويسرا للدراسة في جامعة بيرن تحت إشراف لودفيج شتاين، إذ كان التعليم العالي ممنوعًا في روسيا. قدمت أطروحتها بعد ثلاث سنوات عن يوهان جوتفريد هيردر وإيمانويل كانط، ودافعت عنها بنجاح، واجتازت امتحاناتها وحصلت على الدكتوراه. قابلت في ذلك الوقت آنا هوف صديقة الدكتور شتاين المسنّة التي اعتادت حضور المحاضرات التي ألقاها في منزله. أصبحت الاثنتان صديقتين واعتادتا الجلوس سويةً في المحاضرات، وعرّفت هوف توماركين على ابنتها إيدا والتي كانت تصغر توماركين بخمس سنوات. أصبحت توماركين وهوف الأصغر سنًا لاحقًا رفيقتين مدى الحياة، ولم يُعثر على دليل لمعرفة ما إذا كانت علاقتهما شراكة مثلية. انتقلت بعد ذلك إلى برلين حيث واصلت دراستها لمدة ثلاث سنوات مع فيلهلم ديلثي وإريك شميدت، قبل أن تعود إلى بيرن لإكمال أطروحتها والحصول على شهادة التأهل للأستاذية في عام 1898، لتكون أول امرأة في سويسرا وأوروبا كلها تكمل عمل ما بعد الدكتوراه.

## المسيرة المهنية
لم يحدث أن عُينت امرأة في كلية التاريخ أو الفلسفة، لذا أُرسلت رسالة إلى مدير التعليم في بيرن ألبرت جوبات ليسأل عما إذا كان هناك اعتراض على تعيين امرأة كأستاذة مساعدة. لم تكن هناك تحفظات وحصلت توماركين على لقب أستاذة لتصبح محاضِرة. أصبحت بحلول عام 1905 أول محاضِرة في جامعة بيرن، وفي عام 1906 أصبحت أستاذة فخرية، وهي سابقة أخرى في جامعة بيرن. تناولت محاضراتها الفلاسفة الكلاسيكيين مثل أفلاطون وأرسطو، والفلاسفة الأكثر حداثة مثل مارتن هايدغر، وكان لديها تقارب خاص مع يوهان جوتفريد هيردر وكانط وباروخ سبينوزا. شغلت مكان شتاين بعد مغادرته عام 1909، ورُقيت إلى أستاذة فوق العادة. كانت المرأة الوحيدة التي تقدمت لهذا المنصب من بين 30 مرشحًا. لم تكن الإدارة مستعدة لمنحها منصب رئاسة القسم، رغم امتلاكها المؤهلات الكافية، وعُين ريتشارد هربرتس بدلًا منها. أدّت توماركين نفس الواجبات التي أداها شتاين، بما في ذلك إلقاء المحاضرات وإعداد امتحانات الأستاذية والإشراف على طلاب الدكتوراه، إلا أنها لم تُمنح أبدًا منصب أستاذة عادية مع رئاسة قسم، وكان هذا التعيين سيكون أول منصب من هذا القبيل يُمنح لامرأة في أوروبا.